# Флорімон Корнейї
Флорімон Корнейї (1 травня 1894 — 1978) — бельгійський яхтсмен.
Олімпійський чемпіон 1920 року в класі 6 метрів (правила 1907 року).